# Chính sách thị thực của Cộng hòa Dân chủ Nhân dân Triều Tiên
Khách đến Triều Tiên phải có thị thực cấp từ một trong những phái bộ ngoại giao của Cộng hòa Dân chủ Nhân dân Triều Tiên trừ khi họ đến từ một trong những quốc gia được miễn thị thực.
Thảo luận đã được đưa ra về việc hủy bỏ yêu cầu thị thực cho những người sở hữu hộ chiếu phổ thông phát hành bởi Nga.

## Bản đồ chính sách thị thực

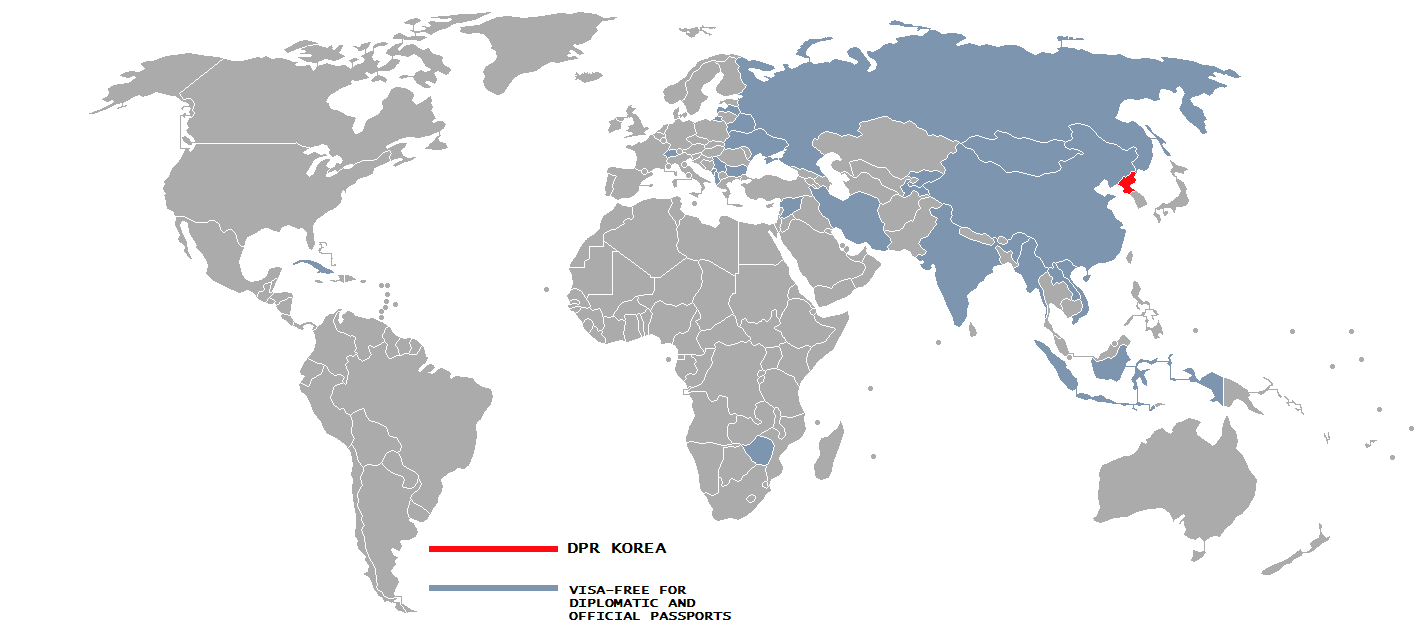
Chính sách thị thực của Cộng hòa Dân chủ Nhân dân Triều Tiên
Triều Tiên
Miễn thị thực với hộ chiếu ngoại giao và công vụ

## Miễn thị thực
Du khách Trung Quốc có thể đến Tongrim mà không cần thị thực trong vòng hai ngày. Họ cũng có thể đến Sinuiju cho một chuyến đi trong ngày mà không cần thị thực.
Tất cả khách du lịch đi du lịch đều cần sự cấp phép từ đại lý du lịch Triều Tiên
Ngoài ra những người sở hữu hộ chiếu ngoại giao phát hành bởi các nước sau có thể đến Triều Tiên mà không cần thị thực:
| - Albania - Belarus - Bulgaria - Trung Quốc - Cuba - Indonesia - Iran - Kyrgyzstan - Lào - Mông Cổ | - Montenegro - Myanmar - Nga - Serbia - Thụy Sĩ - Syria - Tajikistan - Ukraina - Việt Nam - Zimbabwe |